# Vassiliki Vougiouka
Vassiliki Vougiouka (em grego: Βασιλική Βουγιούκα; Colargo, 20 de junho de 1986), também conhecida como Vaso Vougiouka, é uma esgrimista grega de sabre, que conquistou três medalhas em Campeonatos Europeus. Ela também representou seu país nos Jogos Olímpicos de Londres, onde sua performance rendeu o título de melhor atleta do ano pela imprensa grega, também participou Jogos do Rio de Janeiro.

## Carreira
Vougiouka começou a praticar esgrima com catorze anos. Ela competiu pela primeira vez no florete, mas mudou para o sabre em 2005. Cinco anos depois, conquistou a medalha de ouro na etapa de Budapeste da temporada de 2010 da Copa do Mundo. Esta foi a primeira vitória na história da esgrima grega num evento nesta competição.
Na temporada de 2011-12 da Copa do Mundo, Vougiouka conquistou uma medalha de ouro na etapa de Londres e um bronze no Grande Prêmio de Tianjin. No Campeonato Europeu de Legnano, ela foi derrotada pela ucraniana Olha Kharlan na decisão e conquistou uma medalha de prata. Qualificada para os Jogos Olímpicos de Londres, Vougiouka quebrou dois dentes durante a partida contra a polaca Aleksandra Socha. Em seguida, ela enfrentou a sul-coreana Kim Ji-Yeon pelas quartas de final. A dor de sua lesão, no entanto, forçou-a a manter a boca fechada, impedindo que ela respirasse. Vougiouka não conseguiu segurar a vantagem e foi derrotada por Ji-Yeon, terminando em quinto lugar no geral. Com os resultados, ela terminou a temporada na quinta colocação do ranking mundial e, por sua performance olímpica, foi eleita a melhor atleta do ano pela imprensa grega.
Na temporada de 2012–13 da Copa do Mundo, ela conquistou uma medalha de bronze em Antália e no Grande Prêmio de Moscou. Ela conquistou sua segunda medalha de prata continental consecutiva no Campeonato Europeu de Zagreb, perdendo novamente a decisão para Olha Kharlan. No Mundial de Budapeste, Vougiouka foi superada nas quartas-de-final, quando perdeu para a italiana Irene Vecchi.[carece de fontes?]
Na temporada 2013-14, ela ganhou uma medalha de bronze na etapa de Bolzano e uma medalha de prata no Grande Prêmio de Moscou. No Campeonato Europeu de Estrasburgo, ela foi derrotada nas semifinais pela russa Yekaterina Dyachenko, mas conquistou uma medalha de bronze. No Mundial de Cazã, ela foi eliminada pela russa Yana Egorian nas quartas-de-final.[carece de fontes?]
Em 2016, nos Jogos Olímpicos do Rio de Janeiro, Vougiouka estreou vencendo a estadunidense Dagmara Wozniak, mas foi derrotada na fase seguinte pela russa Yana Egorian, que mais tarde conquistaria o ouro do evento individual.
Vougiouka estudou odontologia na Universidade Nacional Capodistriana de Atenas. Ela é prima do jogador de basquetebol Ian Vougioukas.